# 二犬十一咪
二犬十一咪（英語：seemanho，？—），本名何詩敏，是香港女性裝置藝術家及插畫家，亦曾創作獨立漫畫及動畫作品，畢業於香港理工大學設計系。她關注生態保育及動物權益，並常將相關理念融入作品中。她的裝置展覽作品曾於香港藝術雙年展獲獎。作品包括《二犬．車花衫．煲藥湯》、《娘足十年》等。

## 生平
二犬十一咪成長於80年代的香港，1999年畢業於香港理工大學設計系，從事出版、漫畫、動畫、電影、劇場、插畫、時裝、裝置藝術等不同範疇的創作工作。
作品曾被邀展於瑞士、法國、美國、中國內地、台灣及新加坡等地。國際駐場藝術家經驗包括2002年赴法國等。2006年赴美國等。
2010年，二犬十一咪把ECO ART引進到香港，同年策劃及創作《回收作業》生態藝術展覽。推動香港藝術多樣性，也是香港第一個ECO ART展覽。她現為兩個動物權益節目之電台／影像編輯及主持，推動香港動物權益。並成立FOMC（梅窩牛牛之友），推動地區黃牛保育，也是FOMC主席。

## 裝置藝術作品
- 2003-04年：《有棵沒人種的樹》，結合文字、繪畫、雕塑的裝置藝術作品[4]，香港藝術雙年展2003年得獎作品[5]，該作品現被香港藝術館收藏。
- 2007-08年：《Talk With A Vacuum》（裝置藝術及表演），美國及香港展出。
- 2006年：《A work made with the story that is burnt》（裝置藝術及表演），美國展出。
- 2005年：《Press The Button Tour》（裝置藝術）。
- 2010年：《eco art in Hong Kong》（裝置藝術）。

## 出版品
畫作和文章常見於報紙及雜誌。出版作品共12本。第一本書於1999年出版。
2005年出版作品《二犬。車花衫。煲藥湯》，獲HKDA2005亞洲書籍設計銅獎。
2009年出版作品《娘足十年》，總結了二犬十一咪對自然與生態的思索。
2012年出版《宇宙。氹氹轉》，它為香港第一部動物權益讀本。
2013年出版《動物權益誌》。

## 動漫作品
《The Circus of n_n, v_v》，被邀請放映於2001年香港國際電影節及2002年法國短片節。

## 外部連結
- 二犬十一咪神奇流動人〔頭條日報〕
- 二犬十一咪領悟自然人生觀〔明報〕
- 二犬十一咪網站 （页面存档备份，存于）